# アントニーとクレオパトラ (1913年の映画)
『アントニーとクレオパトラ』（イタリア語: Marc'Antonio e Cleopatra/Marcantonio e Cleopatra）は、ウィリアム・シェイクスピアによる同名の戯曲を原作とした、1913年製作のイタリア映画、モノクロ・サイレント映画である。
日本では1914年3月に公開された。東京市浅草区浅草公園六区の電気館にいた当代活動弁士の第一人者染井三郎の語りは、後世に残る名説明といわれ、レコード化もされ評判となった。

## 脚注

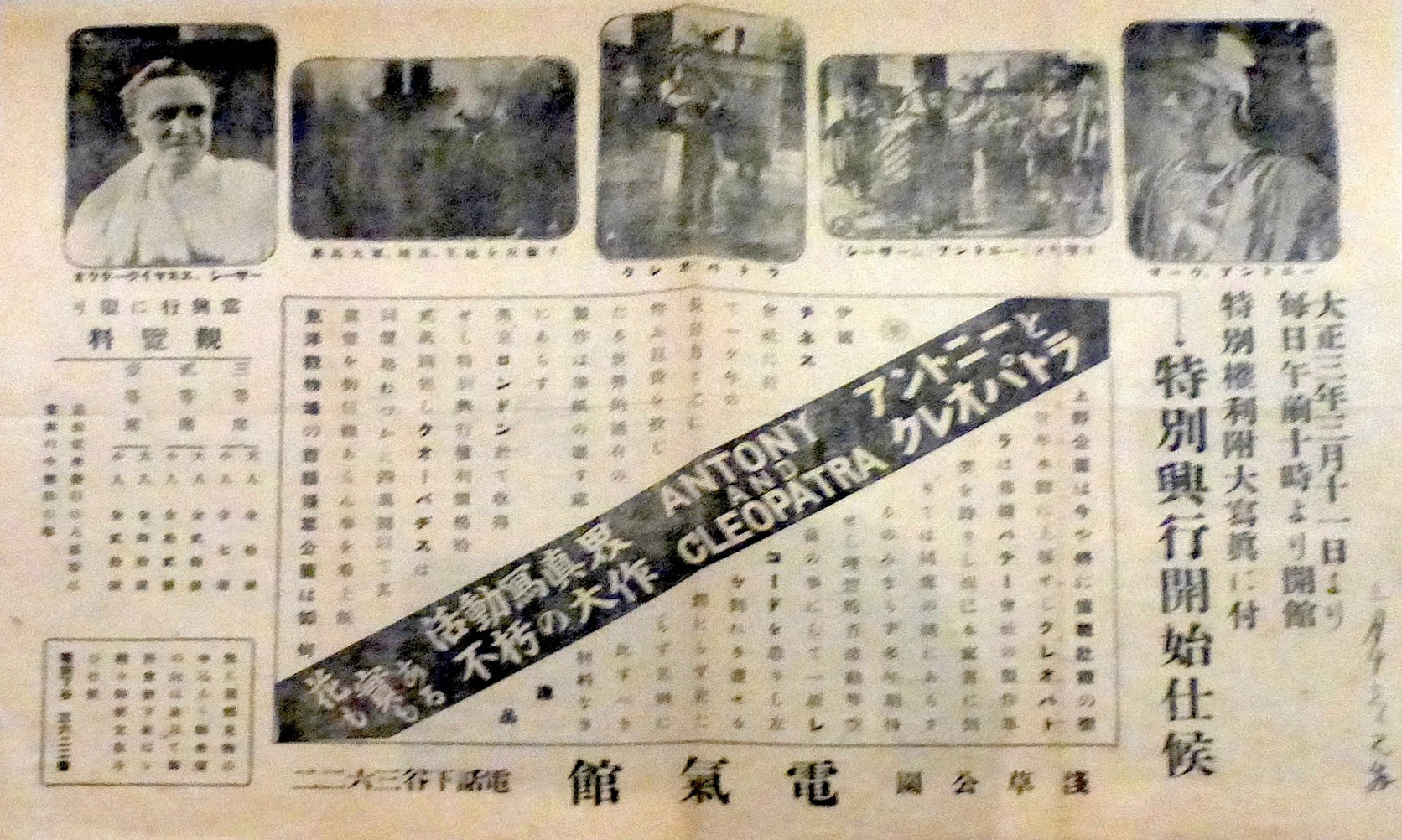
「花も實もある活動寫眞界不朽の大作 ANTONY AND CLEOPATRA アントニーとクレオパトラ」などと書かれた電気館のチラシ、1914年

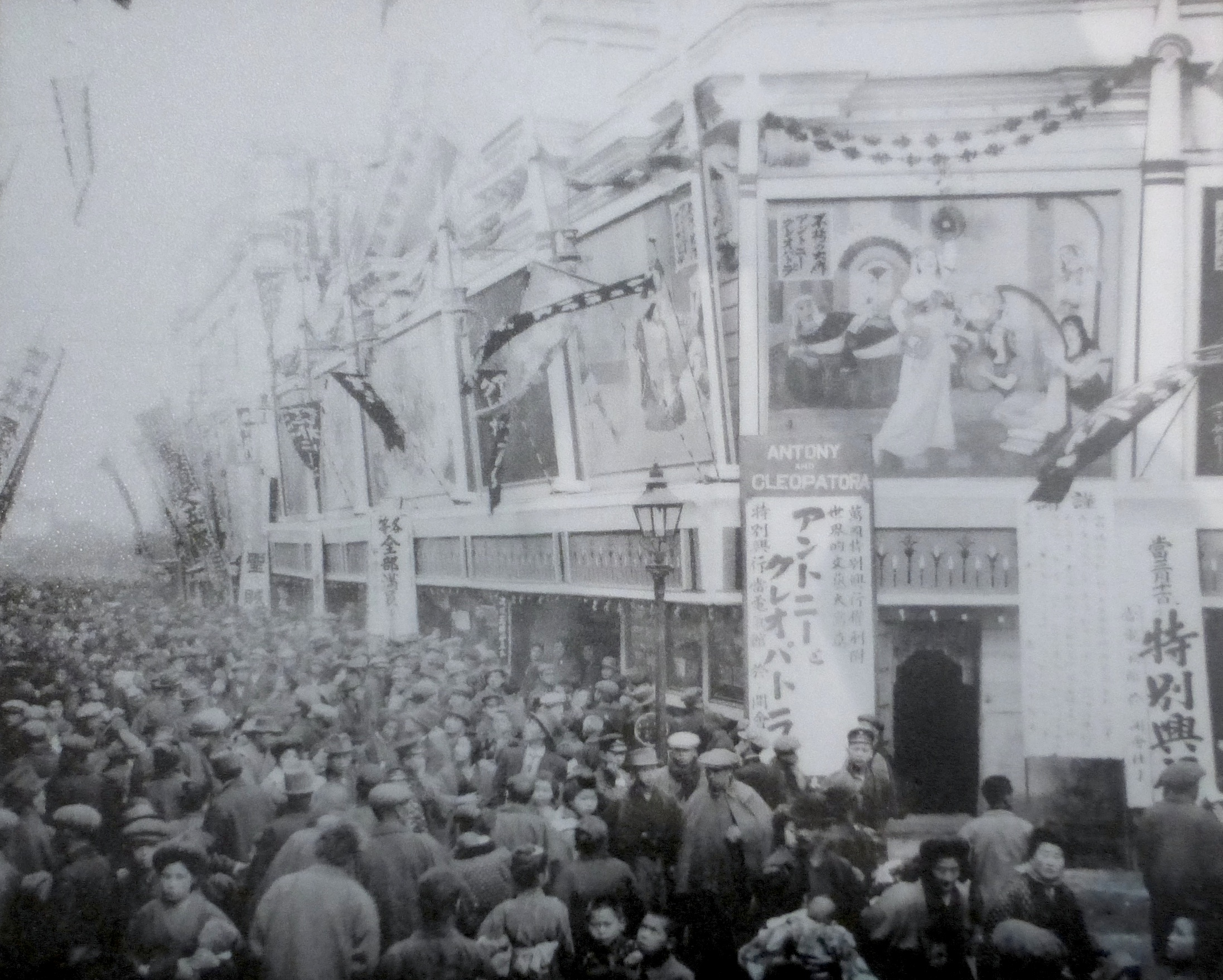
『アントニーとクレオパトラ』封切日の電気館、1914年3月11日